# Giovanni Battista Mazzaferrata
Giovanni Battista Mazzaferrata (* vor 1640; † vermutlich 1681 vermutlich in Ferrara) war ein italienischer Komponist und Kapellmeister.

## Leben
Über Mazzaferratas Leben gibt es nur spärliche Hinweise, die in älteren Nachschlagwerken angegebenen Lebensdaten sind nicht belegbar. Als Lehrer wird Tarquinio Merula genannt. 1658 wurde Mazzaferrata Kapellmeister am Dom von Vercelli, wo er vorher möglicherweise als Chorregent tätig war. Ebenso war Musiklehrer am bischöflichen Seminar. Ab 1665 ist er als Organist und wenige Jahre später als Kapellmeister der einflussreichen Bruderschaft Accademia della Morte in Ferrara nachgewiesen. 1681, möglicherweise kurz nach seinem Ableben, wurde diese Kapellmeisterstelle mit Giuseppe Felice Tosi besetzt. Als sein Schüler gilt Pietro Simone Agostini. Das Frontispiz eines Nachdruckes seiner Madrigale Op. 2 von 1683, weist ihn als den verstorbenen Kapellmeister der Accademia della Morte aus.
Von Mazzaferrata sind mehrere Sammlungen geistlicher und weltlicher Vokalwerke sowie eine Sammlung mit dreistimmiger Instrumentalmusik bekannt. Von den ihm zugeschriebenen Oratorien sind lediglich die gedruckten Libretti erhalten.

## Werke (Auswahl)

### Vokal
- Sacri concerti a voce sola opera prima (Mailand, 1661)
- Il primo libro a due, e tre voci amorosi e morali (Bologna, 1668, 1675, 1683)
- Canzonette, e cantate a due voci opera terza (Bologna, 1668, 1675, 1680)
- Il primo libro delle cantate da camera a voce sola, opera quarta (Bologna, 1673, 1677, 1683)
- Salmi concertati a tre e quattro voci con violini, opera sesta (Bologna, 1676, 1684)
- Cantate morali e spirituali a due e tre voci, opera settima (Bologna, 1680, 1690)
- Motette Plaudite caeli für Sopran und 2 Violinen, in Motetti sagri (1695)

### Instrumental
- Il primo libro delle sonate a due violini e b.c. con un bassetto viola se piace, opera quinta (Bologna, 1674, 1678, 1688)

### Oratorien (Libretti)
- La santa Teresia (Ferrara, 1677)
- L’efficacia delle fede nella resurrezione di Lazaro (Ferrara, 1677; Siena 1684)
- Il David (Florenz, 1693)
- La caduta di David (in Oratori sacri, Lucca 1715)

## Ausgaben
- Edizione Musicale Musedita: Il primo libro delle sonate a due violini e b.c....